# دم تنغ مصري (فين)
دم تنغ مصري (بالفارسية: دمتنگ مصری) هي قرية تقع في إيران في قسم فين الريفي. يقدر عدد سكانها بـ 29 نسمة .